# Pixel 7
Il Pixel 7 (chiamato anche Google Pixel 7) è uno smartphone Android della linea Google Pixel, successore del Pixel 6.
Annunciato in anteprima per la prima volta 11 maggio 2022 durante il keynote di Google I/O, il telefono è stato presentato ufficialmente il 6 ottobre 2022, insieme al Pixel 7 Pro e al Pixel Watch all'evento annuale Made by Google e messi in commercio negli USA e in altri 16 paesi il 13 ottobre 2022.

## Contesto
I Pixel 7 e Pixel 7 Pro sono stati annunciati in anteprima da Google 11 maggio 2022, che ha confermato il design dei telefoni e l'introduzione dell'evoluzione del suo system-on-a-chip (SoC) proprietario chiamato Google Tensor.
I telefoni sono stati presentati ufficialmente il 6 ottobre 2022 all'evento "Made by Google". La produzione, affidata a Foxconn, ha luogo principalmente in Vietnam, a differenza della passata serie che veniva prodotta nella Cina meridionale.